# Frederiksø (Vor Frue Sogn)
 For alternative betydninger, se Frederiksø. (Se også artikler, som begynder med Frederiksø)
Frederiksø er en ø i det Sydfynske Øhav i havnen ud for Svendborg. Den har et areal på omkring 0,06 km2  og havde i 2013 havde et indbyggertal på 2 personer. Den er forbundet til fastlandet med en bro.
Fra 1973 og frem til 2001 lå Svendborg Værft på øen. Danmarks Museum for Lystsejlads ligger på øen.